# Kultura Girla Mare
Kultura Girla Mare (kultura Dubovac-Girla Mare) – kultura archeologiczna epoki brązu. Jej nazwa pochodzi od gminy Gârla Mare w okręgu Mehedinți w Rumunii.

## Chronologia i obszar występowania
Kultura Girla Mare rozwijała się od okresu A2 epoki brązu do okresu D według podziału chronologii epoki brązu dokonanego przez Paula Reineckego. Według dat absolutnych przypada na okres 1950–1200 lat p.n.e. Zajmowała ona obszary na wschód i zachód od Żelaznej Bramy oraz po obydwu stronach Dunaju. W niektórych okresach swojego rozwoju była ona silnie związana z kulturą Verbicioara oraz z grupą Vršac, występującą na obszarze Banatu.

## Obrządek pogrzebowy
Kultura Verbicioara znana jest przede wszystkim z wielkich cmentarzysk (stanowiska w miejscowościach Cîrna i Balta Verde). Obrządek pogrzebowy występujący w tej kulturze jest ciałopalny, zaś groby są popielnicowe i płaskie. W ich wyposażeniu występuje prawie wyłącznie bardzo bogato zdobiona ceramika.

## Inwentarz
Ceramika kultury Girla Mare jest bardzo zróżnicowana co do formy i bogato zdobiona guzami, spiralami i meandrem. Dominuje ornament stempelkowy. Ponadto występują także gliniane idole. Wśród wyrobów brązowych dominują ozdoby ale spotyka się także siekierki, rzadziej narzędzia.

## Zanik i wpływ na inne kultury
Pod koniec okresu D (około 1200 lat p.n.e.) przynajmniej część ludności kultury Girla Mare musiała wziąć udział w przesunięciu się ludów w kierunku południowym, na teren Grecji.